# Маркович-Штедимлия, Савич
Савич (Сава) Маркович-Штедимлия (серб. Савић Марковић Штедимлија; 12 января 1906, Стиена — 25 января 1971, Загреб) — черногорский писатель, публицист, учёный. Он изучал историю Хорватии и был сотрудником Лексикографического института в Загребе. Автор более 20 книг и множества статей, в том числе по литературоведению. Штедимлия известен также как главный редактор изданий, пропагандирующих Хорватскую православную церковь режима усташей.

## Биография
Савич Маркович родился в Стиене, небольшой деревне на Черногорском горье близ Подгорицы в Княжестве Черногория. Обучался в гимназии в Лесковаце и переехал в Загреб в 1930 году, где добавил к фамилии прозвище Штемидлия в честь горы Штедим над его родным селением в Пипери. В Загребе работал публицистом и писателем, публикуя многочисленные статьи и обзоры на литературные, исторические и политические темы в периодических изданиях. Статьи Штедимлии по истории Черногории выражали недовольство автора утратой независимости Черногорским королевством в результате Подгорицкой скупщины 1918 года, а его статьи о внутренней политике Королевства Югославия испытали влияние хорватского национализма того времени.
В 1941 году, в годы Второй мировой войны в Югославии, он основал Черногорский национальный комитет Независимого государства Хорватия, а год спустя стал главным редактором изданий, пропагандирующих Хорватскую православную церковь режима усташей. В конце 1944 года эмигрировал в оккупированную нацистами Австрию, а в 1945 году был арестован в советской австрийской зоне и депортирован в ГУЛАГ СССР. После десяти лет лишения свободы вернулся в СФР Югославии в 1955 году, где был привлечен к уголовной ответственности за коллаборационизм фашистским режимам и приговорен к 8 годам лишения свободы за политическую деятельность во время войны. В 1959 году был освобождён при условии принятия запрета на публикацию работ под своим именем. В 1960-х он был сотрудником Югославского лексикографического института, затем вышел на пенсию. Скончался в 1971 году и был похоронен на кладбище Мирогой в Загребе.

## Историографические издания
Впервые Штемидлия опубликовал свою маргинальную теорию происхождения черногорцев в книгах Crvena Croatia (досл. «Красная Хорватия») и «Основы черногорского национализма» в 1937 году. В них объяснял, что черногорцы были потомками «хорватского народа», который затем заселил бывшую черногорскую территорию Красной Хорватии, а черногорский язык — это «не что иное, как диалект хорватского языка». Конечным пунктом этой теории являлось утверждение о постепенной сербизации населения на протяжении столетий. Эта теория не была оригинальной идеей Штедимлия: её корни уходят в конец 19 века к хорватскому ирредентизму.

## Избранная библиография
- Gorštačka krv: Crna Gora 1918-1928, Belgrade 1928.
- Školovanje crnogorske omladine, Zagreb 1936.
- Crna Gora u Jugoslaviji, Zagreb 1936.
- Crvena Hrvatska, Zagreb 1937.
- Osnovi crnogorskog nacionalizma, Zagreb 1937.
- Rusija i Balkan, Zagreb 1937.
- Crnogorsko pitanje, Zagreb 1941
- Auf dem Balkan, Zagreb 1943.
- Verschwörungen gegen den Frieden, Zagreb 1944.
- Partizani o sebi: izvorni dokumenti o političkom podrijetlu partizana i o njihovom prebacivanju iz inozemstva na području Nezavisne Države Hrvatske, Zagreb 1944.
- Deset godina u gulagu, Matica crnogorska, Podgorica 2004.